# Oleg Černyšov
Oleg Vladimirovič Černyšov (in russo Олег Владимирович Чернышов?; Bugul'ma, 23 dicembre 1986) è un ex calciatore russo, di ruolo centrocampista.

## Carriera
Ha giocato nella prima divisione dei campionati russo e kazako.

## Palmarès

### Club

#### Competizioni nazionali
- Pervenstvo Futbol'noj Nacional'noj Ligi: 1

Tambov: 2018-2019